# Oddbjørn Hagen
Oddbjørn Hagen (n. 3 februarie 1908, Comuna Engerdal, Hedmark, Norvegia – d. 25 iunie 1983, Comuna Skedsmo, Akershus, Norvegia) a fost un săritor cu schiurile ce a reprezentat Norvegia, medaliat olimpic. A participat la o ediție a Jocurilor Olimpice (1936) în care a câștigat o medalie de aur și două medalii de argint.